# Neoliberalisme (international politik)
Indenfor studiet af international politik refererer neoliberalisme til en opfattelse af at stater første og fremmest er, eller i det mindste burde være, interesseret i absolutte gevinster frem for relative gevinster i forhold til andre stater. Neoliberalismen er en revideret udgave af liberalismen. Robert Keohane og Joseph Nye opfattes normalt som grundlæggerne af den neoliberale skole.
Sammen med neorealismen er neoliberalismen den mest indflydelsesrige moderne tilgang til studiet af international politik; de to perspektiver har domineret teorierne indenfor international politik i de seneste tre årtier.